# Phàn Thụy
Phàn Thụy (chữ Hán: 樊瑞; bính âm: Fán Ruì), ngoại hiệu Hỗn Thế Ma Vương (chữ Hán: 混世魔王; tiếng Anh: Demon King of Chaos; tiếng Việt: Ma Vương Càn Quấy) là một nhân vật hư cấu trong tiểu thuyết văn học cổ điển Trung Hoa Thủy Hử. Phàn Thụy xếp thứ 61 trong 108 vị đầu lĩnh Lương Sơn Bạc và xếp thứ 25 trong 72 vị sao Địa Sát, được sao Địa Khôi Tinh (chữ Hán: 地魁星; tiếng Anh: Leader Star) chiếu mệnh.

## Xuất thân
Vốn xuất thân thảo khấu tại núi Mang Đãng (芒碭山 thuộc huyện Bái, Từ Châu), Phàn Thụy chuyên sử dụng Lưu Tinh Đồng Chùy (chữ Hán: 锤; tiếng Anh: mace) và Hỗn Thế Ma Vương Bảo Kiếm. Thủy Hử mô tả Phàn Thụy là người có thể điều khiển thời tiết và ma quỷ. Phàn Thụy là một trong 3 đầu đảng (cùng Lý Cổn, Hạng Sung) thảo khấu ở núi Mang Đãng, dưới trướng có hơn 3000 người ngựa.

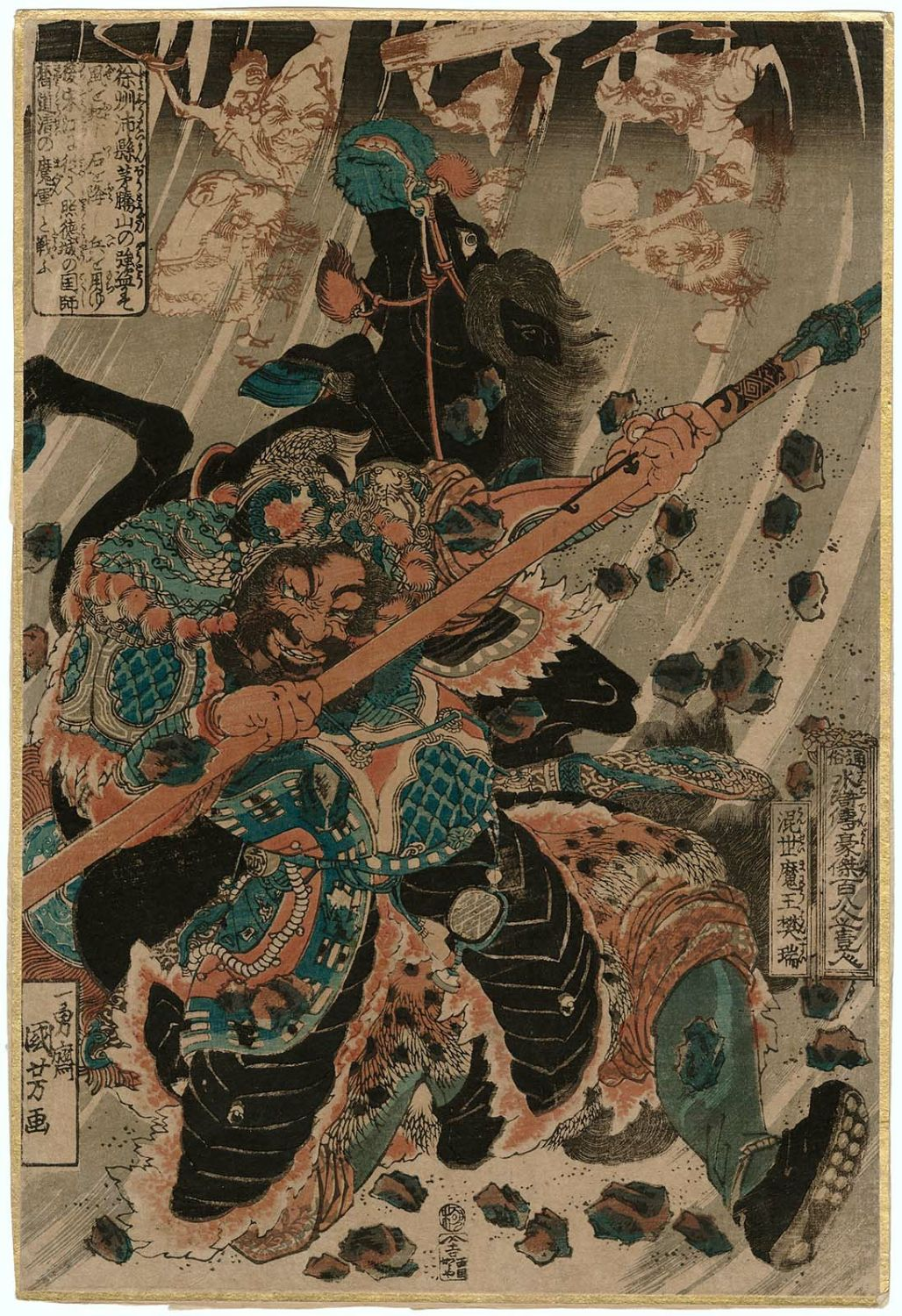
Hồi 95 - Kiều Đạo Thanh tài cao tan quân Tống - Phàn Thụy cùng Kiều Đạo Thanh đấu phép

## Gia nhập Lương Sơn Bạc
Phàn Thụy, Lý Cổn và Hạng Sung ban đầu định đến đánh và chiếm Lương Sơn Bạc, do đó Tống Giang và Tiều Cái quyết định đánh núi Mang Đãng. Sử Tiến, Chu Vũ, Trần Đạt và Dương Xuân đem quân đi đầu, tuy nhiên bị đánh tan tác và chạy thoát thân.
Hôm sau, Công Tôn Thắng đề nghị Phàn Thụy phá trận Bát Quái của mình. Phàn Thụy sử dụng pháp thuật làm trời tối đen, hô mưa gọi gió làm quân Lương Sơn rối loạn, sau đó sai Lý Cổn, Hạng Sung đem 500 quân phá trận, song cả hai người đều bị bắt. Công Tôn Thắng đánh bại Phàn Thụy trong một trận chiến phép thuật. Phàn Thụy chạy thoát.
Tống Công Minh đối đãi tử tế với Lý Cổn, Hạng Sung và thuyết phục hai người gia nhập Lương Sơn Bạc. Lý Cổn, Hạng Sung sau đó quay về núi Mang Đãng thuyết phục Phàn Thụy đi cùng họ, Phàn Thụy ưng thuận và trở thành học trò của Công Tôn Thắng.

## Chức vụ
Khi phân định ngôi thứ ở Lương Sơn Bạc, Phàn Thụy xếp thứ 61 trong 108 vị đầu lĩnh Lương Sơn Bạc và xếp thứ 25 trong 72 vị sao Địa Sát, chức Bộ Quân Tướng Hiệu (步军将校), là một trong các đầu lĩnh chỉ huy bộ binh quân Lương Sơn Bạc.

## Sau khi chiêu an và vân du
Sau khi nhận chiêu an, Phàn Thụy cùng các đầu lĩnh Lương Sơn Bạc tham gia các chiến dịch bình quân Liêu, các lực lượng khác chống đối triều đình nhà Tống và trong chiến dịch bình Phương Lạp.
Là một trong số ít các đầu lĩnh Lương Sơn Bạc sống sót trở về từ chiến dịch bình Phương Lạp, Phàn Thụy đã không về kinh để nhận thưởng mà đã cùng Chu Vũ theo Công Tôn Thắng biệt tích vân du, học đạo thần tiên.

## Trong Đãng Khấu Chí
Tại hồi 65, Công Tôn Thắng cùng Phàn Thụy, Chu Đồng và Lôi Hoành trấn giữ Tam quan. Trương Thúc Dạ lệnh cho Trần Hy Chân đấu phép với Công Tôn Thắng. Trần Tử Đạo lập đàn dùng Càn Nguyên kính bắt hồn Nhập Vân Long. Công Tôn Thắng thấy tinh thần hoảng loạn, bèn dùng phép nội quan của La Chân nhân định lại nguyên thần, sau lại đọc chú triệu hồi thần tướng, bảo vệ. Bỗng nhiên các thần tướng nói: "chúng ta phụng pháp chỉ đến đây bảo vệ người, nhưng Cửu Thiên Huyền Nữ trách chúng ta bỏ thuận giúp nghịch, đòi trị tội. Nay đanh phải bỏ thầy mà đi thôi". Công Tôn Thắng thất kinh đang muốn đọc thần chú thì bất giác thần hồn bay mất, Công Tôn Thắng lạnh cứng trên giường. Quân lính tam quan biết tin thì rối loạn. Quân triều đình tràn lên cửa quan. Chu, Lôi liều chết không lui. Chu Đồng bị Đặng Tông Bật và Thân Tòng Trung vây công, chống không nổi bị chém vào chân và bị bắt sống. Lôi Hoành không cự được với Trương Ứng Lôi và Đào Chấn Đình, bị bắt sống. Tam Quan đã vỡ, quân triều đình toàn thắng. Phạm Thành Long vào trướng trói Công Tôn Thắng lại. Phàn Thụy định dùng phép thì bị Hy Chân trấn định, rồi bắt sống.